# Coup d'État de 1979 en Guinée équatoriale
Le coup d'État du 3 août 1979 en Guinée équatoriale se solda par l'éviction de Francisco Macías Nguema au pouvoir depuis 1968 au profit de son neveu Teodoro Obiang Nguema Mbasogo alors âgé de 37 ans. Francisco Macías Nguema est exécuté le 29 septembre 1979.

## Source de traduction
- (en) Cet article est partiellement ou en totalité issu de l’article de Wikipédia en anglais intitulé « 1979 Equatorial Guinea coup d'état » (voir la liste des auteurs).